# Liste des évêques d'Érié
La liste des évêques d'Érié recense les noms des évêques qui se sont succédé à la tête du diocèse d'Érié (Dioecesis Eriensis) érigé le 29 juillet 1853, par démembrement de celui de Pittsburgh et dont le siège est à Érié, en Pennsylvanie, aux États-Unis. 

## Sont évêques
- 29 avril 1853-20 février 1854 : Michael O'Connor, transféré à Pittsburgh
- 29 juillet 1853-† 18 septembre 1866 : Joshua Young (Joshua Maria (Moody) Young)
- 18 septembre 1866-3 mars 1868 : siège vacant
- 3 mars 1868-10 août 1899 : Tobias Mullen
- 15 septembre 1899-† 18 juin 1920 : John Fitzmaurice (John Edmund Fitzmaurice)
- 26 août 1920-9 décembre 1966 : John Gannon (John Mark Gannon)
- 9 décembre 1966-28 décembre 1968 : John Whealon (John Francis Whealon)
- 17 mars 1969-16 juillet 1982 : Alfred Watson (Alfred Michaël Watson)
- 16 juillet 1982-2 juin 1990 : Michaël Murphy (Michaël Joseph Murphy)
- 2 juin 1990-31 juillet 2012 : Donald Trautman (Donald Walter Trautman)
- depuis le 31 juillet 2012 : Lawrence Persico (Lawrence Thomas Persico)

## Sources
- (en) Fiche du diocèse sur catholic-hierarchy.org